# Kenia Carcaces
Kenia Carcases Opón (Holguín, 23 gennaio 1986) è una pallavolista cubana, schiacciatrice del Panathīnaïkos.

## Carriera

### Club
La carriera di Kenia Carcases inizia a livello giovanile nello Holguín, squadra della sua città natale.
Nella stagione 2005-06 riceve il permesso per giocare all'estero e firma il suo primo contratto professionistico all'estero con le Hisamitsu Springs, con le quali prende parte alla V.League Giapponese, giungendo fino alla finale scudetto e ricevendo diversi riconoscimenti individuali, come quello di miglior realizzatrice del torneo, si aggiudica inoltre sia il V.League Top Match che il Torneo Kurowashiki, ricevendo il premio di MVP in entrambe le competizioni.
Nel 2006 rientra a Cuba e prende parte al campionato locale col Ciudad Habana, disputando ben sei finali scudetto consecutive e vincendone cinque; osservate due stagioni di inattività per poter lasciare regolarmente Cuba e giocare all'estero, nella stagione 2013-14 viene ingaggiata dal Volero Zurigo, squadra della Lega Nazionale A svizzera con la quale vince lo scudetto e la Coppa di Svizzera. Nella stagione successiva viene ingaggiata nella Superliga Série A brasiliana dall'Osasco, dove milita per un biennio.
Ritorna quindi al club di Zurigo nel campionato 2016-17, durante il quale trionfa in tutte e tre le competizioni nazionali, mentre nel campionato seguente fa la sua seconda esperienza in Giappone, questa volta vestendo la maglia delle Ageo Medics, in V.Premier League.
Nella stagione 2018-19 approda in Italia, difendendo per un biennio i colori del Casalmaggiore, in Serie A1, poi, nell'annata 2020-21, quelli della Wealth Planet Perugia e, nell'annata seguente, quelli del Megavolley, sempre Serie A1. Resta nella massima divisione italiana anche nel campionato 2022-23, ingaggiata dall'AGIL, mentre nel campionato seguente è di scena nella Volley League greca con il Panathīnaïkos.

### Nazionale
Nei primi anni di carriera fa parte della selezione Under-20 cubana, con la quale si classifica al terzo posto al campionato nordamericano 2002; nell'estate del 2005 debutta invece in nazionale maggiore, prendendo parte al campionato nordamericano, dove vince la medaglia d'argento; l'anno seguente si aggiudica la medaglia d'argento ai XX Giochi centramericani e caraibici, mentre nel 2007 vince la Coppa panamericana, la medaglia d'oro ai XV Giochi panamericani e il campionato nordamericano. Dopo il secondo posto al World Grand Prix 2008, i migliori risultati che ottiene sono i due terzi posti al campionato nordamericano nelle edizioni 2009 e 2011, dopo il quale lascia la nazionale caraibica.

## Palmarès

### Club
- Campionato cubano femminile: 5

2006, 2007, 2009, 2010, 2011
- Campionato svizzero: 2

2013-14, 2016-17
- Coppa di Svizzera: 2

2013-14, 2016-17
- Supercoppa svizzera: 1

2016
- Torneo Kurowashiki: 1

2006
- / V.League Top Match: 1

2006

### Nazionale (competizioni minori)
- Campionato nordamericano Under-20 2002
- Giochi centramericani e caraibici 2006
- Montreux Volley Masters 2007
- Coppa panamericana 2007
- Giochi panamericani 2007
- Montreux Volley Masters 2008
- Montreux Volley Masters 2010
- Montreux Volley Masters 2011

### Premi individuali
- 2006 - V.League: Miglior spirito combattivo
- 2006 - V.League: Sestetto ideale
- 2006 - V.League: Miglior realizzatrice
- 2006 - V.League Top Match: MVP
- 2006 - Torneo Kurowashiki: MVP
- 2006 - Torneo Kurowashiki: Sestetto ideale
- 2007 - Liga Nacional: Miglior difesa
- 2010 - Liga Nacional: Miglior attaccante
- 2010 - Montreux Volley Masters: MVP
- 2010 - Montreux Volley Masters: Miglior realizzatrice
- 2010 - Coppa panamericana: Miglior realizzatrice
- 2013 - Campionato mondiale per club: Miglior schiacciatrice
- 2014 - Campionato mondiale per club: Miglior schiacciatrice